# Тонини, Анджело
Анджело Аугусто Тонини (итал. Augusto Angelo Tonini; 26 ноября 1888, Ареццо, Тоскана — 18 февраля 1974, Милан) — итальянский легкоатлет, выступавший в прыжках в длину и высоту, и футболист, нападающий. Участник летних Олимпийских игр 1912 года.

## Биография
Анджело Тонини родился 26 ноября 1888 года в итальянском городе Ареццо.

### Футбольная карьера
Играл в футбол на позиции нападающего. В 1910—1911 годах выступал за «Виченцу», в составе которой за два сезона провёл 7 матчей в чемпионате Италии, забил 3 мяча.
В 1911 году перебрался в Милан, где до 1913 года выступал за «Миланезе» (ит.).

### Легкоатлетическая карьера
Выступал в лёгкой атлетике только в 1912 году. 26 мая в Валенце установил рекорд Италии в прыжках в длину — 7,00 метра, который держался в течение 13 лет: 13 апреля 1925 года новое достижение установил Вирджилио Томмази (ит.) — (7,17 м).
В 1912 году вошёл в состав сборной Италии на летних Олимпийских играх в Стокгольме. В прыжках в высоту в квалификации не сделал ни одной зачётной попытки. В прыжках в длину занял в квалификации 19-е место с результатом 6,44 метра, уступив 60 сантиметров попавшему в финал с 3-го места Георгу Обергу из Швеции. Также был заявлен в прыжках в длину и высоту с места, но не вышел на старт: в прыжках в высоту не смог выступить из-за пищевого отравления.
Умер 18 февраля 1974 года в Милане.

## Личный рекорд
- Прыжки в длину — 7,00 м (26 мая 1912, Валенца)[2]